# Zoo de Belgrado
El Zoológico de Belgrado (en serbio: Beogradski zoološki vrt, serbio cirílico: Београдски зоолошки врт) es un zoológico ubicado en Belgrado, la capital de Serbia. Se encuentra situado en el centro mismo de la ciudad, en el parque de Kalemegdan. Fue fundado en 1936 y es uno de los zoológicos más antiguos de Europa.
El parque tiene una superficie de aproximadamente 7 hectáreas, y cuenta con 2.000 animales de casi 270 especies diferentes. El zoológico tiene animales domésticos, así como exóticos animales salvajes.
Su aspecto actual se apoya en muchas instalaciones, nuevas fuentes de agua potable, galerías de esculturas de madera, y crías de animales pequeños.

## Historia
El Zoológico de Belgrado se inauguró oficialmente el 12 de julio de 1936, por el alcalde de la ciudad Vlada Ilić. Inicialmente disponía de unas 3,5 hectáreas, pero fue pronto ampliado a cerca de 14 hectáreas. Durante la Segunda Guerra Mundial, fue bombardeado dos veces, durante el bombardeo alemán de 1941 y a cargo de los Aliados en 1944, dañando seriamente la infraestructura y matando a la mayoría de los animales. Este hecho fue recogido por el director Emir Kusturica en su laureada película Underground, en una escena que transcurre en el zoo con los animales sueltos tras un bombardeo.
El director del zoo es Vuk Bojović, desde el 1 de mayo de 1986. En la actualidad, a pesar de que el zoo sólo abarca 7 hectáreas, cuenta con más de 2000 animales, incluyendo más de 270 especies distintas.

## Galería

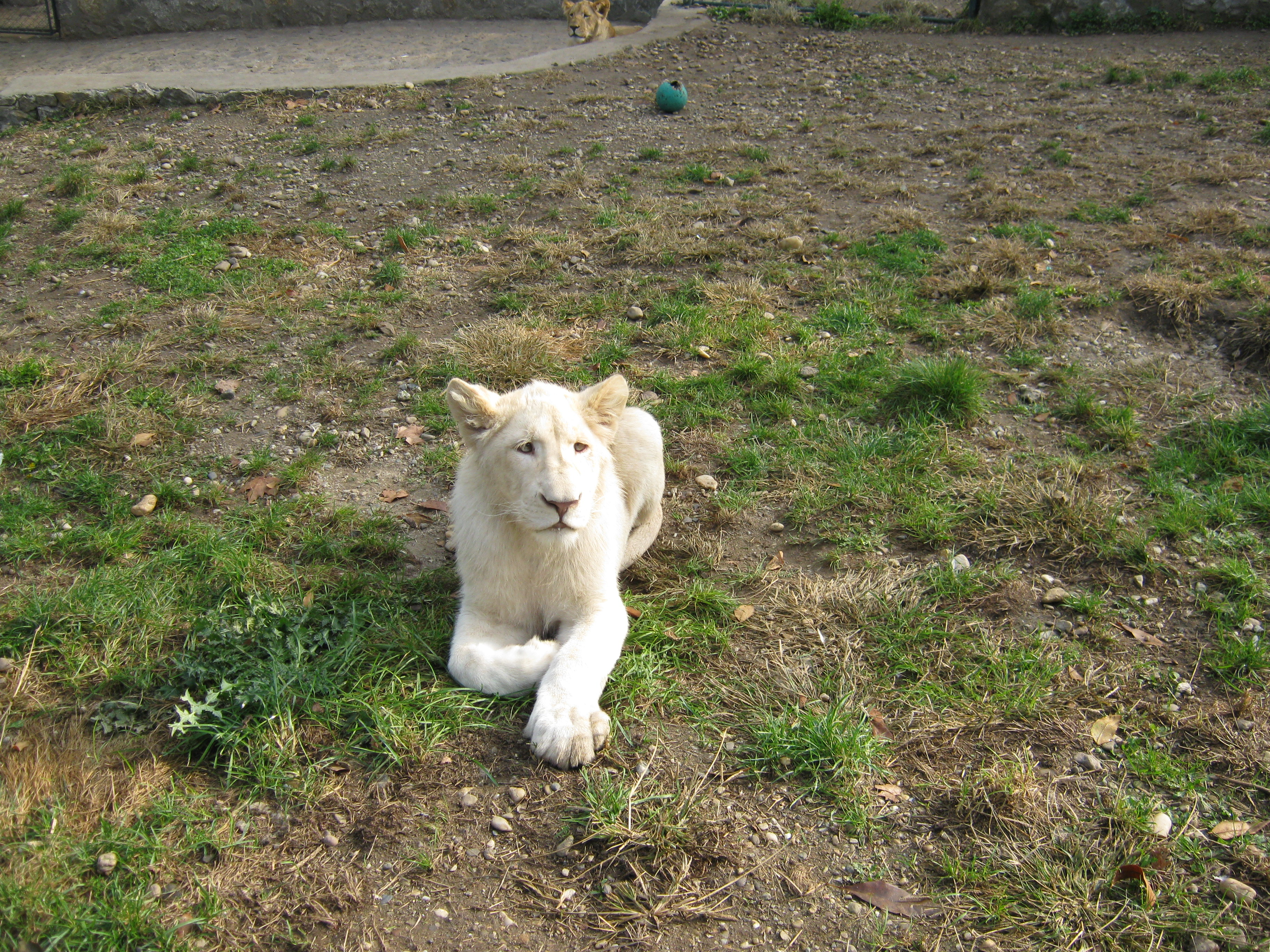
Cachorro de león blanco
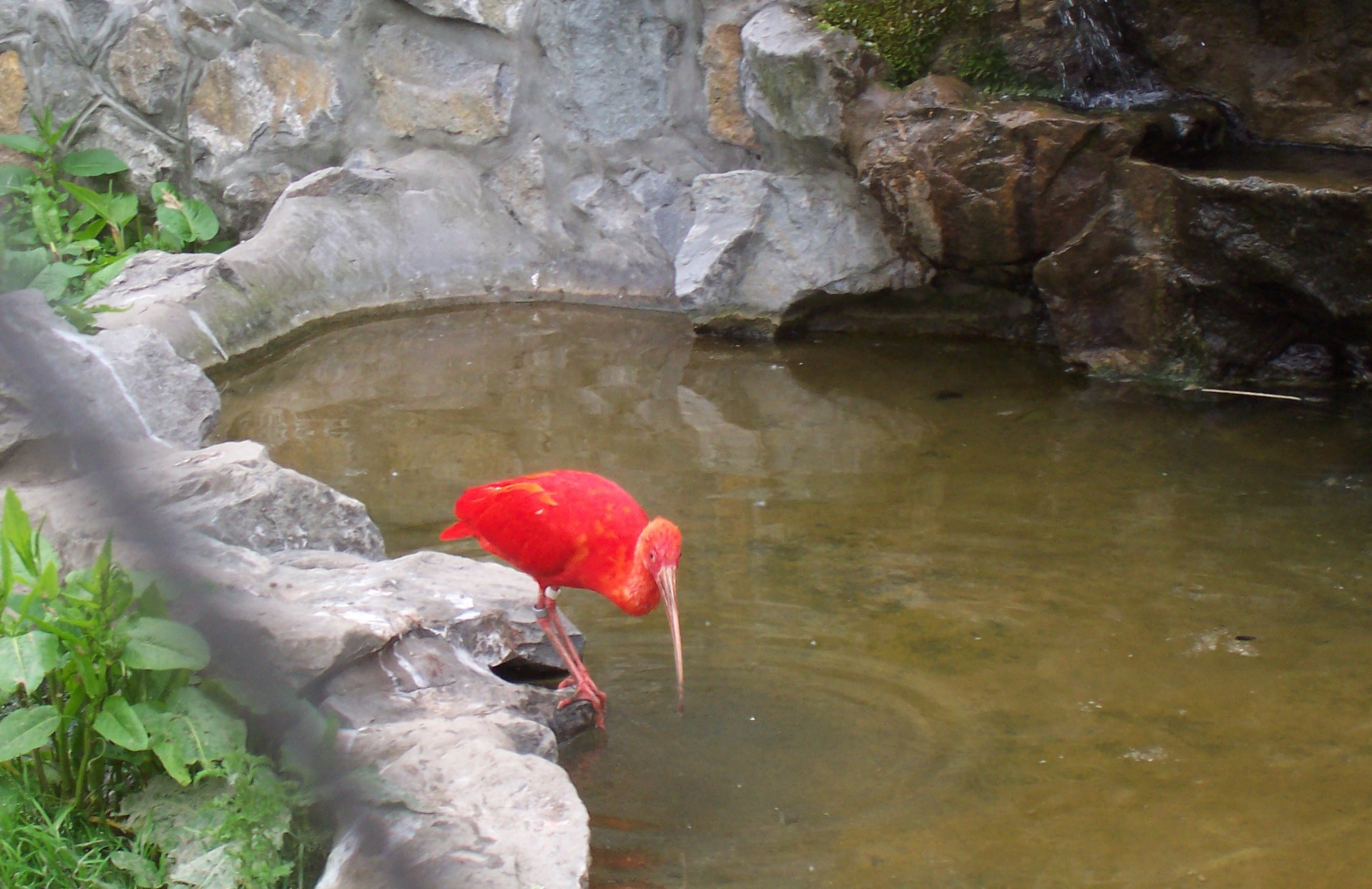
Ibis escarlata
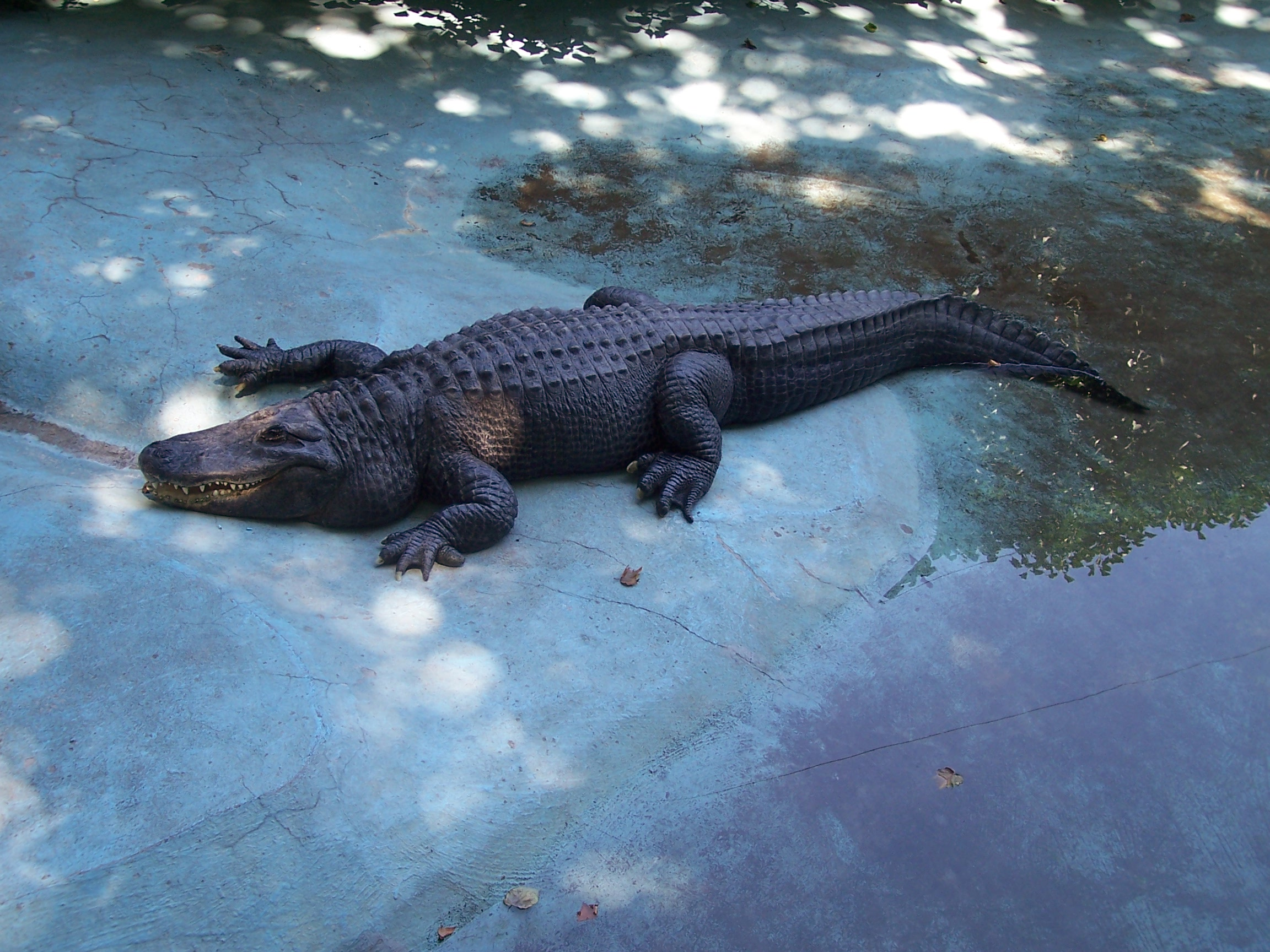
"Muja" el aligator más viejo del mundo.
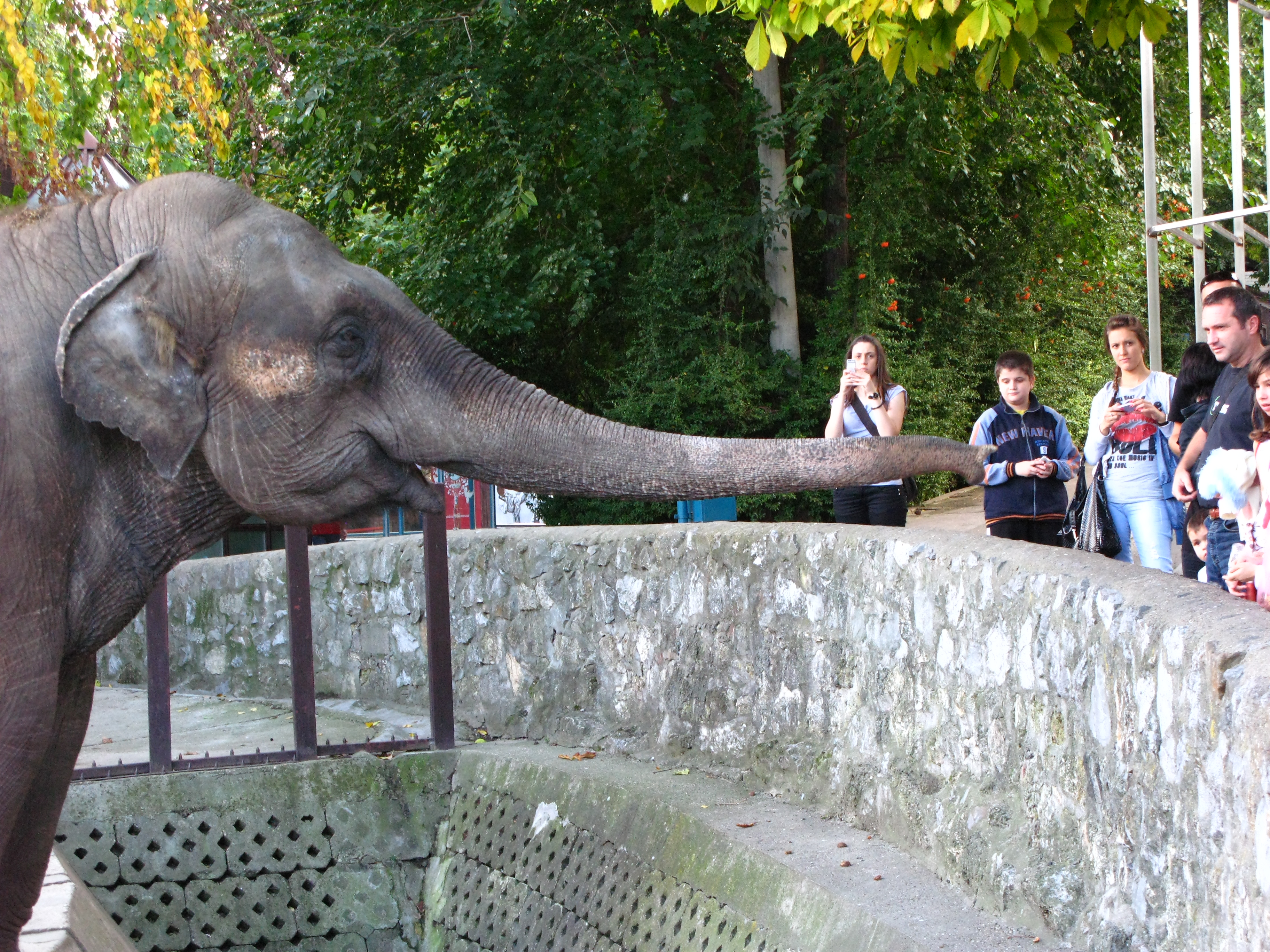
Elefante
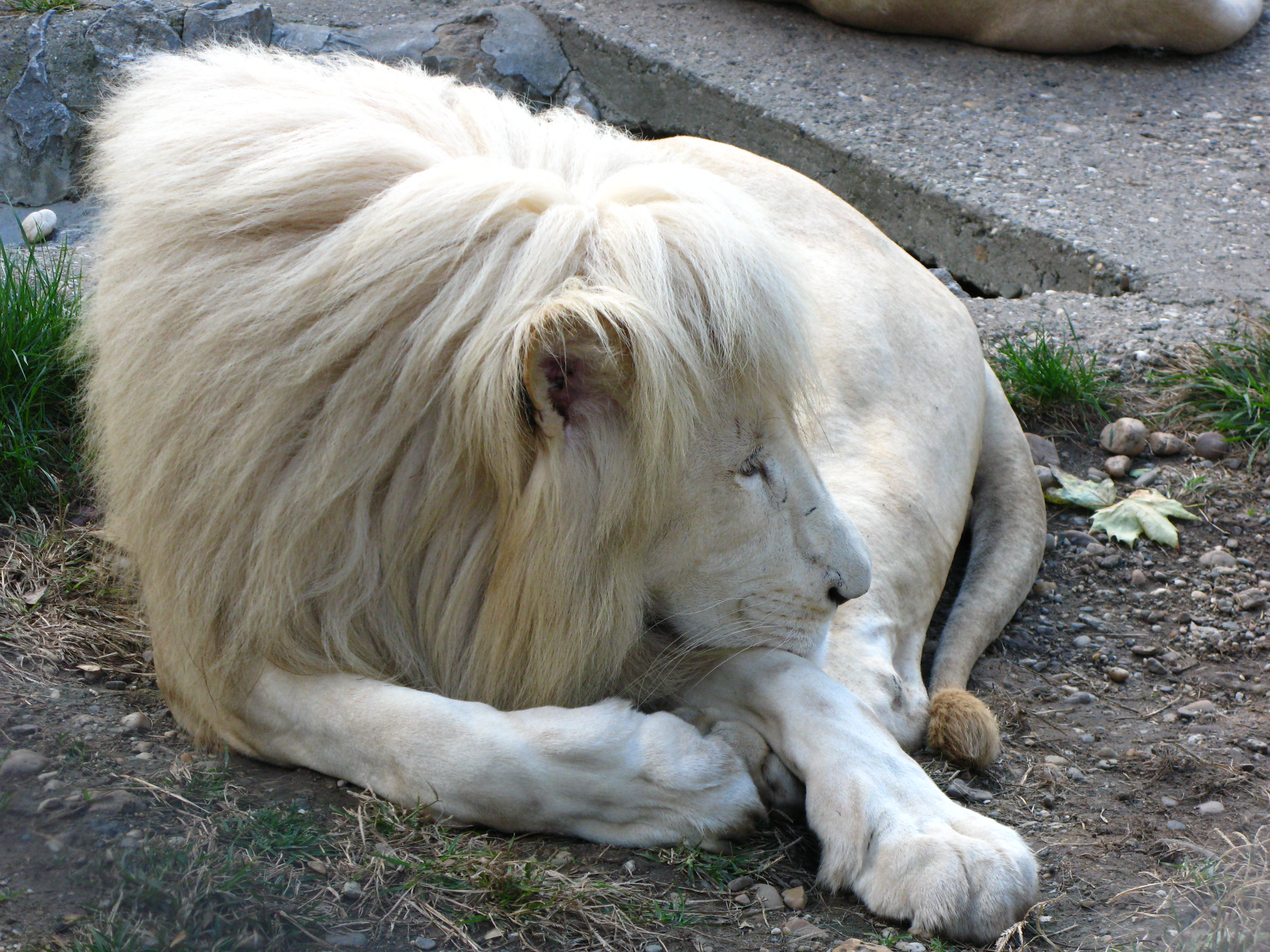
León blanco
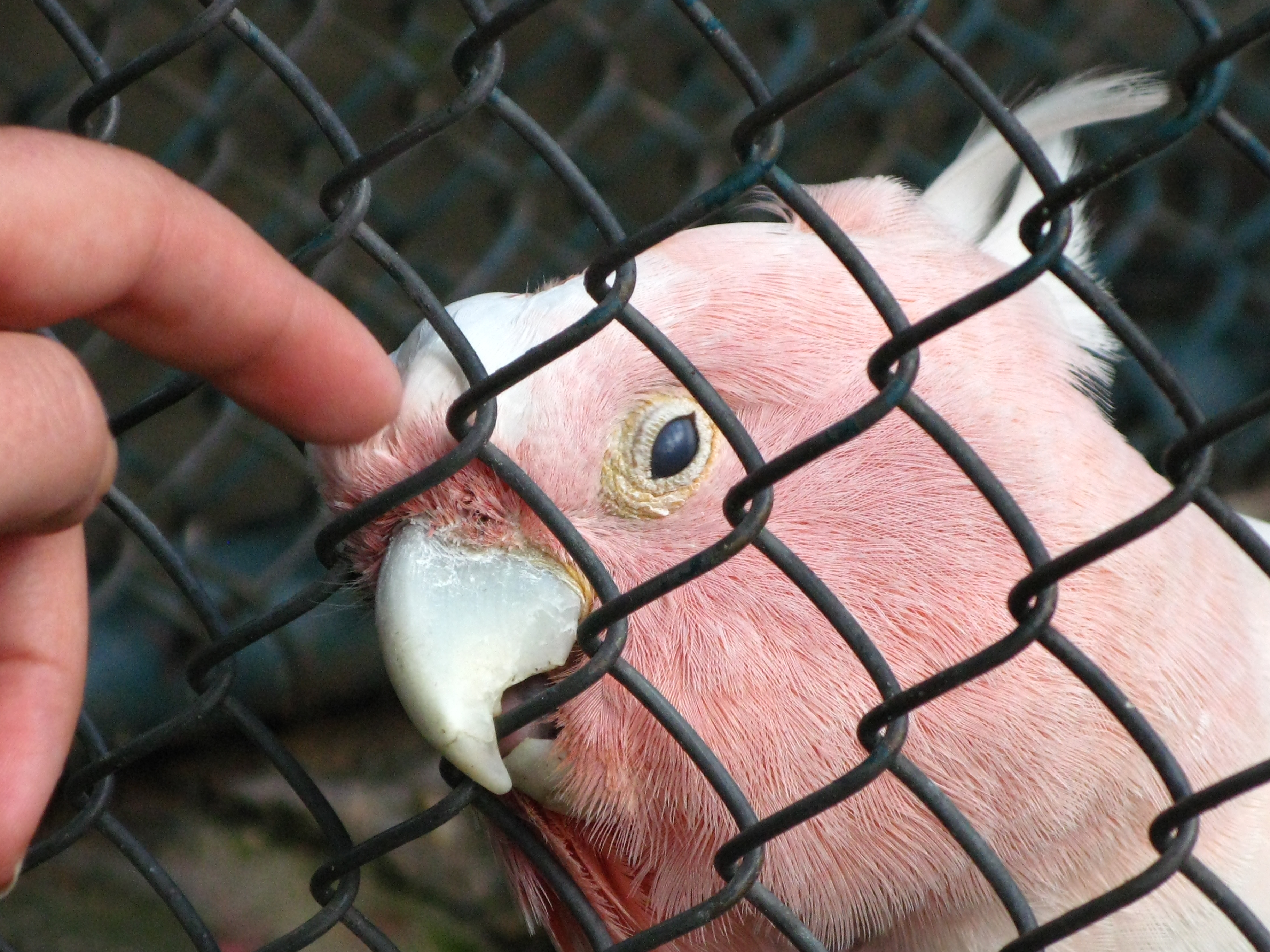
Guacamayo
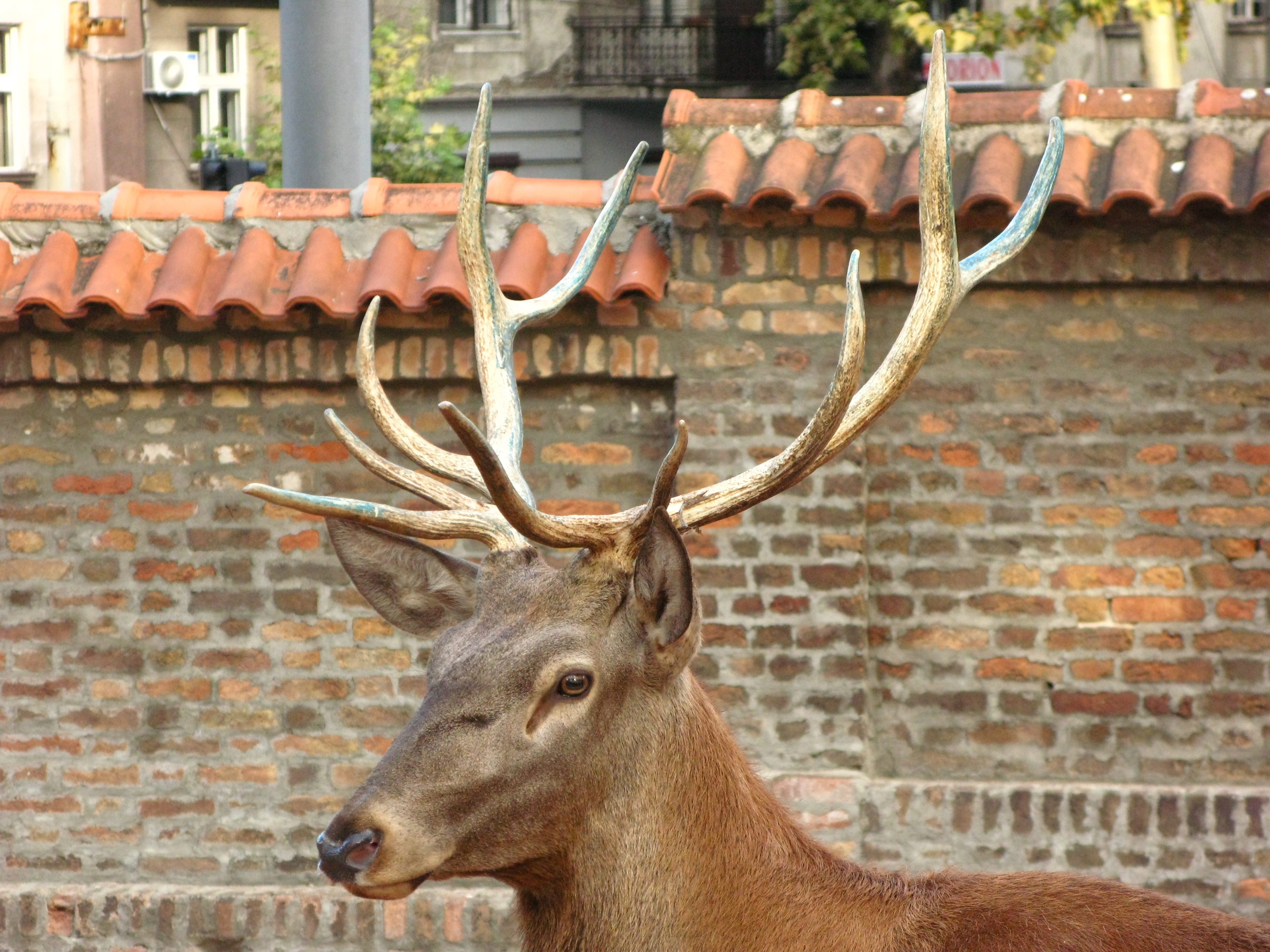
Ciervo
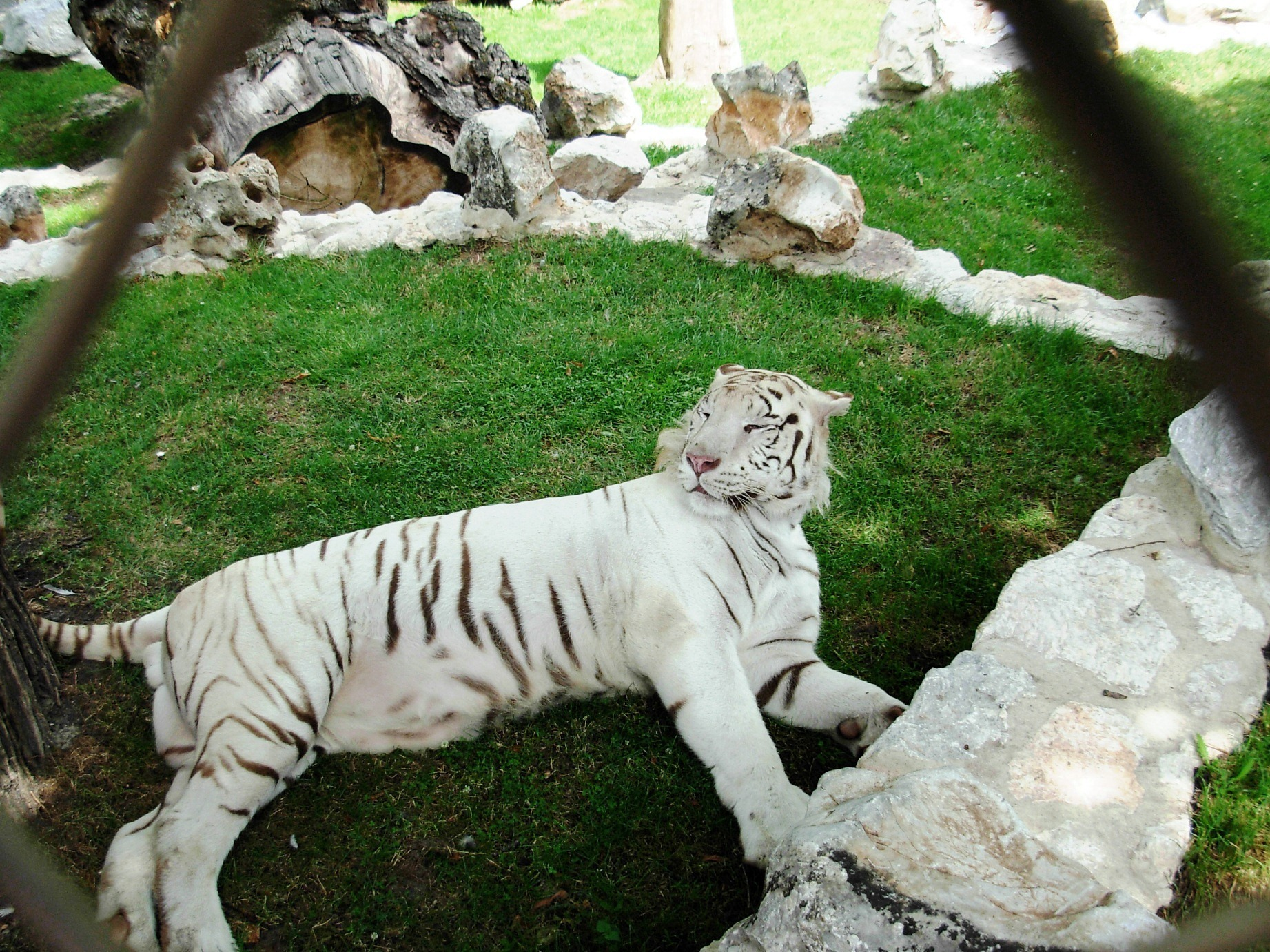
Tigre blanco
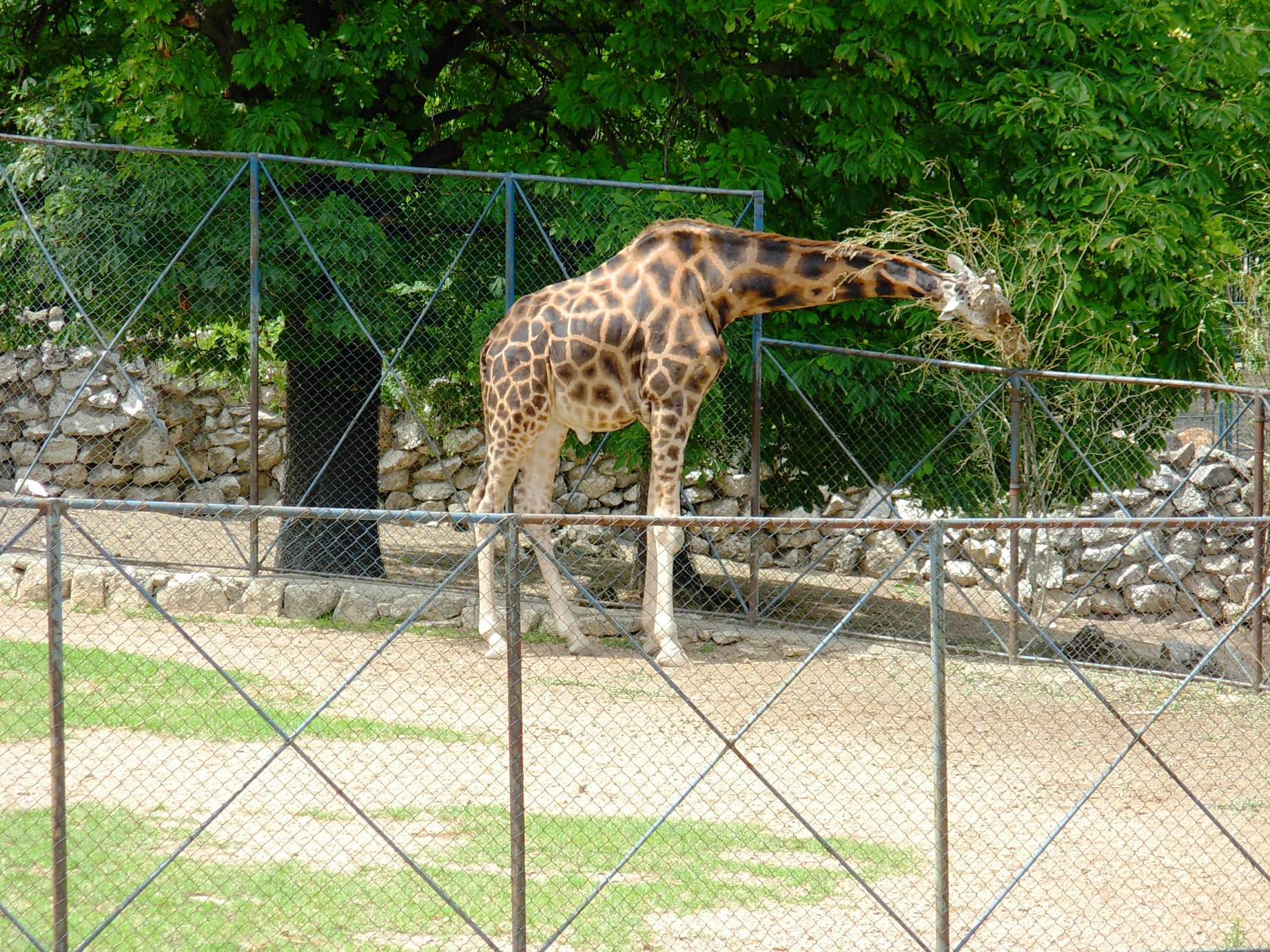
Jirafa
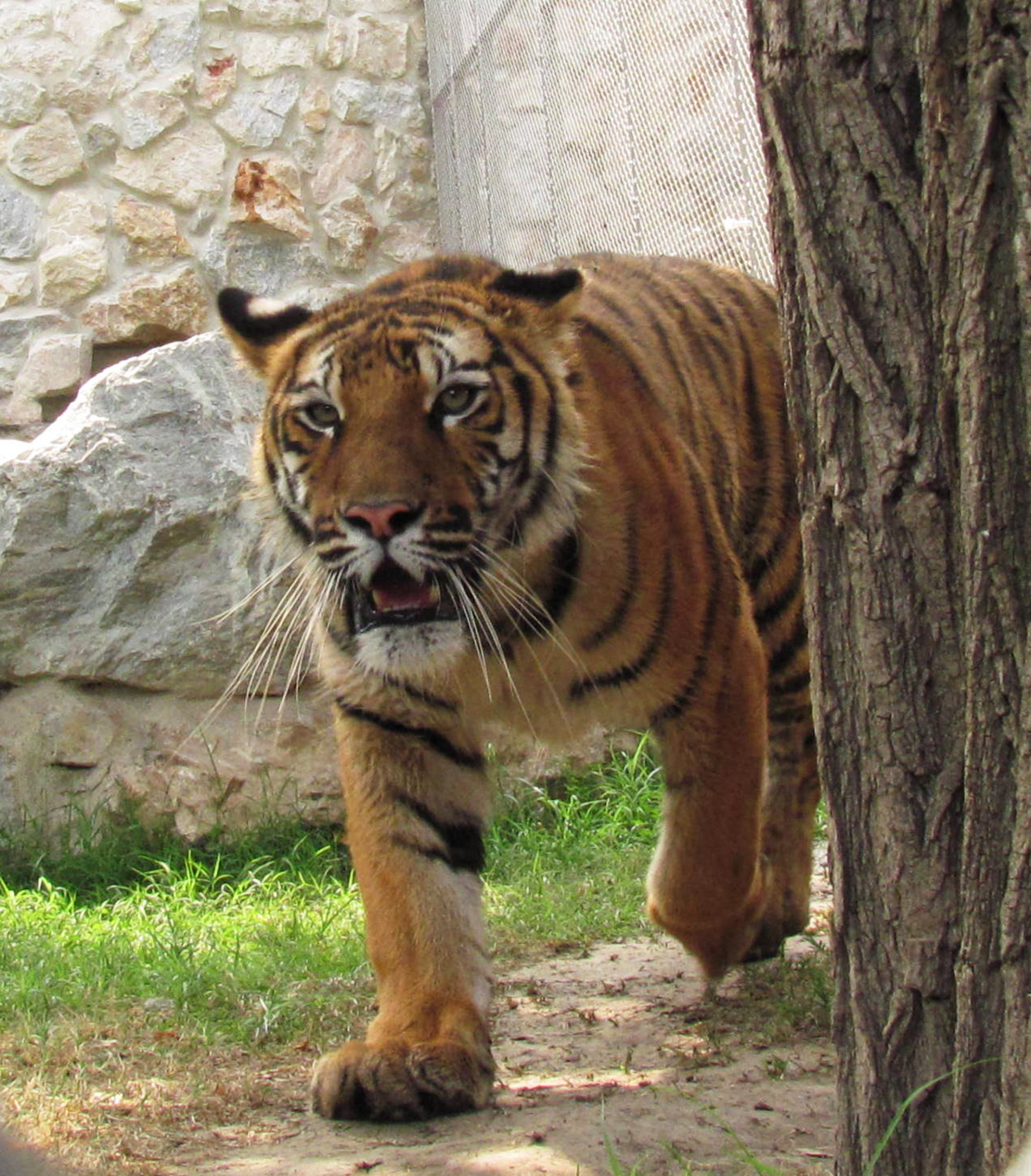
Tigre